# 엘리자베스 재거
엘리자베스 재거(Elizabeth Jagger, 1984년 3월 2일 ~ )는 미국의 모델, 배우이다. 롤링 스톤스의 리드 보컬인 믹 재거와 제리 홀의 딸이다. 모델 조지아 메이 재거의 언니다.